# César Vidal

César Vidal Manzanares é um historiador, escritor e jornalista espanhol, autor de numerosos livros de história, ensaios e romances. Diz falar oito línguas e traduzir dezesseis, entre eles o latim, o russo e o hebraico.
César Vidal realizou livros sobre temas controvertidos como seitas religiosas, ocultismo, os ovnis, a maçonaria, o cristianismo primitivo, a guerra civil espanhola, o povo judeu, o bombardeio de Guernica, as origens ideológicas do nazismo, as Brigadas Internacionais, a Inquisição, as chekas, a cabala, o gnosticismo, os Massacres de Paracuellos, ou as teorias conspiratórias.[carece de fontes?] Também fez livros sobre personagens históricos polêmicos como Durruti, José Antonio Primo de Rivera, Bin Laden, Isabel a Católica, Lutero ou Judas.[carece de fontes?]
Existem críticas sobre seu trabalho, como um suposto uso pouco rigoroso da bibliografia.[carece de fontes?] Também se lhe critica por determinadas posições como não acreditar na atual teoria da evolução das espécies e por ter considerado, num programa de rádio, o basco como uma língua "primitiva" e o catalão como um "dialeto" do provençal, afirmando que não tem "o menor interesse" em aprendê-lo porque "é uma língua pequena", de interesse similar ao cherokee ou o georgiano.

## Obras
1987
- Recuerdos de un testigo de Jehová, Vida. ISBN 978-0-8297-1029-8

1989
- El infierno de las sectas. ISBN 84-271-1588-1
- Psicología de las sectas, Paulinas. ISBN 84-285-1346-5

1991
- Las sectas frente a la Biblia. ISBN 84-285-1410-0

1992
- Diccionario de patrística, Verbo Divino. ISBN 84-7151-835-X

1993
- Diccionario histórico del Antiguo Egipto, Alianza. ISBN 978-84-206-0635-4
- El primer Evangelio: El documento Q, Planeta. ISBN 84-08-00205-8
- El retorno del ocultismo: Nueva Era y fe cristiana. ISBN 84-285-1523-9
- Los documentos del Mar Muerto, Alianza. ISBN 84-206-9680-3

1994
- Buda: Vida, Leyenda, Enseñanza, Martínez-Roca. ISBN 84-270-1864-9
- El mito de María, Chick Publications. ISBN 09-379-5847-8
- La sabiduría del Antiguo Egipto, Alianza. ISBN 84-206-0705-3
- Recuerdo Mil Novecientos Treinta y Seis: Una Historia Oral de la Guerra Civil Española (Pruebas Al Canto), Anaya. ISBN 84-7979-032-6
- La otra cara del Paraíso: la verdad sobre las grandes sectas, Miami.

1995
- Diccionario de Jesús y los Evangelios, Verbo Divino. ISBN 84-8169-037-6
- El Desafío de las Sectas (1995), San Pablo ISBN 84-285-1770-3
- El judeocristianismo palestino en el siglo I; De Pentecostés a Jamnia, Editorial Trotta. ISBN 84-8164-037-9 [Tesis Doctoral UNED]
- Historias Curiosas Del Ocultismo, Espasa-Calpe. ISBN 84-7979-366-X
- Manuscritos del Mar Muerto, Alianza. ISBN 84-206-4664-4
- Textos para la historia del pueblo judío, Cátedra. ISBN 84-376-1360-4

1996
- Diccionario de Las Tres Religiones Monoteístas, Alianza. ISBN 84-206-0618-9
- Durruti: La furia libertaria, Temas de Hoy. ISBN 84-7880-693-8
- En Las Raíces De La Nueva Era, Caribe-Betania. ISBN 0-89922-575-6
- José Antonio: La biografía no autorizada, Anaya. ISBN 84-350-0690-5
- La guerra de Franco, Planeta. ISBN 84-08-01873-6

1997
- Cómo presentar el evangelio a los mormones, CBP. ISBN 0-311-13861-6
- Diccionario de los Papas, Península. ISBN 84-8307-478-8
- El Holocausto, Alianza. ISBN 84-206-5644-5
- El Maestro de la Justicia, Edhasa. ISBN 84-350-0623-9
- El médico del sultán, Grijalbo. ISBN 950-28-0395-7
- Enciclopedia de las religiones, Planeta. ISBN 84-08-02284-9
- La destrucción de Guernica: Un balance sesenta años después, Espasa Calpe. ISBN 84-239-7746-3
- La esclava de Cleopatra, Martínez Roca. ISBN 84-270-2201-8
- La ocasión perdida: la Revolución Rusa de 1917: del régimen zarista a los horrores del estalinismo, Península. ISBN 84-8307-686-1
- Los incubadores de la serpiente: orígenes ideológicos del nazismo, la Segunda Guerra Mundial y el Holocausto, Anaya. ISBN 84-7979-420-8
- Conspiración contra las Sagradas Escrituras, Peniel (con Domingo Fernández)

1998
- Cuentos del Antiguo Egipto, Martínez Roca. ISBN 84-270-2328-6
- Las cinco llaves de lo desconocido, Maeva. ISBN 978-84-86478-61-2
- La tercera España, Espasa Calpe. ISBN 84-239-7764-1
- Las Brigadas Internacionales, Espasa Calpe. ISBN 84-239-9740-5
- Los textos que cambiaron la Historia, Planeta. ISBN 84-08-02347-0
- Nuevo diccionario de sectas y ocultismo, Verbo Divino. ISBN 84-8169-271-9

1999
- Breve historia global del siglo XX, Alianza. ISBN 84-206-8592-5
- Diccionario histórico del cristianismo, Verbo Divino. ISBN 84-8169-102-X
- El caballo que aprendió a volar, Maeva. ISBN 978-84-86478-87-2
- El Emperador Perjuro, Bestselia.
- El Inquisidor Decapitado, Bestselia.
- El libro prohibido, Bestselia. ISBN 978-84-8314-026-0
- El Obispo Hereje, Bestselia.
- El Perro de Gudrum, Espasa Calpe. ISBN 84-239-9057-5
- Enciclopedia del Quijote, Planeta. ISBN 84-08-03048-5
- Hawai 1898. La historia de la última reina de Hawai, Edhasa. ISBN 84-239-9124-5
- La Furia de Dios, Bestselia.
- La leyenda de Al-Qit, Alfaguara. ISBN 84-204-4920-2
- Los Esenios de Qumran. ISBN 84-305-8909-0

2000
- Como Presentar el Evangelio A los Testigos de Jehová, CBP. ISBN 0-311-13859-4
- El yugo de los tártaros, Planeta. ISBN 84-8314-075-6
- Enigmas y Secretos de la Inquisición, ISBN 84-08-02284-9
- La estrategia de la conspiración, Ediciones B. ISBN 978-84-406-9580-2

2001
- El violinista del rey animoso, Anaya. ISBN 84-667-0298-9
- Fan y la Reina de los Piratas, Alfaguara. ISBN 84-204-6496-1
- Los exploradores de la Reina y otros aventureros victorianos, Planeta. ISBN 84-08-05115-6
- Te esperaré mil y una noches, Planeta. ISBN 84-08-03743-9

2002
- El poeta que huyó de Al-Ándalus, Ediciones SM. ISBN 84-348-8794-0
- Enigmas históricos al descubierto: de Jesús a Ben Laden, Planeta. ISBN 84-08-05363-9
- La batalla de los cuatro reyes, Ediciones SM. ISBN 84-348-8780-0
- La mandrágora de las doce lunas, Ediciones SM. ISBN 84-348-8550-6
- Lincoln (Premio Las Luces de Biografía 2002), Acento Editorial. ISBN 84-483-0699-6
- Los tres días del gladiador, Ediciones SM. ISBN 84-348-8621-9
- Yo, Isabel la Católica, Ediciones y Publicaciones S.L. ISBN 84-95894-33-5
- El año de la libertad, Ediciones SM. ISBN 84-348-8782-7

2003
- Bilbao no se rinde, Ediciones SM. ISBN 84-348-8783-5
- Checas de Madrid: Las cárceles republicanas al descubierto, Best Seller. ISBN 978-84-9793-168-7
- Fa Nen o Fa Nena, Grup Promotor d´Ensenyament i Difusió Català. ISBN 978-84-8435-700-1
- Nuevos enigmas históricos al descubierto: de Nostradamus a Saddam Hussein, Planeta ISBN 84-08-05293-4
- OVNIS Cual Es La Verdad?, ISBN 1-56063-178-3
- Victoria o muerte en Lepanto, Ediciones SM. ISBN 84-348-8781-9
- Pablo Iglesias, ISBN 84-666-0896-6

2004
- De Isabel a Sofía: Medio milenio de reinas de España, Planeta. ISBN 978-84-08-05265-4
- El aprendiz de cabalista, Siruela. ISBN 978-84-7844-788-6
- El médico de Sefarad, Grijalbo. ISBN 978-84-253-3857-1
- El testamento del pescador (Premio Espiritualidad, Martínez Roca. ISBN 978-84-270-3052-7)
- El último tren a Zurich', Alfaguara. ISBN 978-84-204-6682-8
- España frente al Islam: de Mahoma a Ben Laden, La Esfera de los Libros. ISBN 978-84-9734-289-6
- Fernando Botero: La pasión de crea, Mcgraw-Hill Interamerican ISBN 970-10-4486-X
- Grandes procesos de la Inquisición. Seis relatos prohibidos, Planeta ISBN 84-08-05122-9
- José Carreras: Un canto a la esperanza, Mcgraw-Hill Interamerican ISBN 970-10-4487-8
- La dama de la reina Isabel, Alfaguara. ISBN 978-84-204-0150-8
- La luz del día final, Luis Vives. ISBN 978-84-263-5222-4
- Los exploradores de la Reina, Planeta. ISBN 978-84-08-05115-2
- Memoria de la Guerra Civil Española: Partes nacionales y republicanos, Belacqua. ISBN 978-84-96326-10-1
- Miguel de Cervantes: El soldado escritor, Mcgraw-Hill Interamerican ISBN 970-10-4490-8
- Pluma gris y el gran perro, Mcgraw-Hill Interamerican ISBN 970-10-4505-X

2005
- Bienvenidos a La Linterna: La historia nos ilumina la actualidad, Planeta. ISBN 978-84-08-06008-6
- Diccionario secreto del 'Quijote', Planeta. ISBN 978-84-08-05975-2
- Dilaf el Sabio, Anaya. ISBN 84-207-7490-1
- Dilaf y la princesa, Anaya. ISBN 84-207-8463-X
- El Documento Q, Planeta. ISBN 978-84-08-06326-1
- El maestro De Scherezade, Ediciones SM. ISBN 84-675-0497-8
- El médico del sultán, Grijalbo. ISBN 978-84-253-3930-1
- El Talmud, Alianza. ISBN 84-206-3786-6
- El talón de Aquiles Martínez Roca. ISBN 84-270-3186-6
- El tributo de los elfos, Anaya. ISBN 84-667-1747-1
- El último ajusticiado y otras historias de la inquisición, Belacqua. ISBN 978-84-96326-50-7
- El viento de los dioses, Martínez Roca. ISBN 978-84-270-3116-6
- Enigmas históricos al descubierto: de Jesús a Ben Laden, Planeta. ISBN 978-84-08-06317-9
- Las alforjas del cuentacuentos, Libroslibres. ISBN 978-84-96088-41-2
- Los evangelios gnósticos, Edaf. ISBN 978-84-414-1597-3
- Los hijos de la luz, Plaza & Janes. ISBN 978-84-01-33458-0
- Los masones: la historia de la sociedad secreta más poderosa, Planeta. ISBN 84-08-05699-9
- Paracuellos-Katyn: Un ensayo sobre el genocidio de la izquierda, Libroslibres. ISBN 978-84-96088-32-0
- Primavera en el camino de las lágrimas, Edebé. ISBN 978-84-236-7675-0
- Yo, Isabel la Católica, DeBolsillo. ISBN 978-84-9793-737-5

2006
- Artorius, Grijalbo. ISBN 978-84-253-4052-9
- Camino del sur, Martínez Roca. ISBN 978-84-270-3316-0
- Corría el año...: Los mejores editoriales de La Linterna, Planeta. ISBN 978-84-08-06835-8
- El Fuego del Cielo, Martínez Roca. ISBN 84-270-3238-2
- El legado del cristianismo en la cultura occidental: Los desafíos del siglo XXI, Espasa Calpe ISBN 84-670-1951-4
- El talón de Aquiles, Martínez Roca. ISBN 978-84-270-3186-9
- España Frente a los Judíos: Sefarad: Del Profeta Jonás a la expulsión, La Esfera de los Libros. ISBN 84-9734-360-3
- Jesús y los Manuscritos del Mar Muerto, Planeta. ISBN 84-08-06528-9
- La guerra que ganó Franco, Planeta. ISBN 84-08-06768-0
- Mentiras de la historia... de uso común, La esfera de los libros. ISBN 978-84-9734-564-4
- Grandes procesos de la Inquisición, Planeta. ISBN 978-84-08-06956-0
- Las Brigadas Internacionales, Espasa-Calpe. ISBN 978-84-670-2025-0
- La estrategia de la conspiración: conjuras antidemocráticas en el siglo XX, Ediciones B. ISBN 978-84-666-2903-4

2007
- A orillas del Nilo, Ediciones Martínez Roca. ISBN 978-84-270-3365-8
- El evangelio de Judas, Planeta. ISBN 978-84-08-07026-9
- Cambiaron la historia, Planeta. ISBN 978-84-08-07584-4
- César Vidal responde, La esfera de los libros. ISBN 978-84-9734-680-1
- El camino hacia la cultura, Planeta. ISBN 978-84-08-07258-4
- El escriba del faraón, Martínez Roca. ISBN 978-84-270-3215-6
- La noche de la tempestad, Grijalbo. ISBN 978-84-253-4112-0
- El hijo del hombre, Suma de letras. ISBN 978-84-96463-95-0
- Jesús y Judas: un drama del siglo I, Planeta. ISBN 978-84-08-07026-9
- Pontífices, Ediciones Península, S.A. ISBN 978-84-8307-809-9
- Pablo, el judío de Tarso, Algaba Ediciones. ISBN 978-84-96107-71-7

2008
- La EZpaña de ZP, La esfera de los libros. ISBN 978-84-96599-23-9
- Recuerdos 1936 ISBN 978-84-08-07706-0
- España contra el invasor francés 1808 ISBN 978-84-8307-813-6
- Por qué soy cristiano, Planeta. ISBN 978-84-08-08113-5
- El caso Lutero, Editorial Edaf. ISBN 978-84-414-2108-0
- El judío errante, Grijalbo. ISBN 978-84-253-4254-7

2009
- Cambiaron la Historia, Planeta. ISBN 978-84-08-08588-1
- Lincoln, unidad frente a la autodeterminación, Planeta. ISBN 978-84-08-08540-9
- La ciudad del rey leproso, Espasa-Calpe. ISBN 978-84-670-3117-1
- Historia de España (Junto a Federico Jiménez Losantos), Planeta (ISBN 978-84-08-08211-8)
- Momentos cumbre de la Historia que cambiaron su curso.
- http://www.cesarvidal.com/index.php/CesarVidal/ver-bibliografia/lo-ruhama._no_compadecida/ Lo-ruhama. No compadecida[ligação inativa], Grupo Nelson.
- Mitos y falacias de la Historia de España, Planeta.
- Historia de España Segunda parte (De Juana la Loca a la Primera República) (Junto a F. Jiménez Losantos), Planeta.

2010
- Jesús, el judío, Plaza & Janés
- La ciudad del azahar